# Ozie Boo! – Mentsük meg a Földet!
A Ozie Boo! – Mentsük meg a Földet! (eredeti cím: Ozie Boo! – Save the Planet) színes, franciaországi televíziós CGI rajzfilmsorozat. A sorozatot Magyarországon az M2 adja le.

## Ismertető
A kis pingvinek eljárnak az iskolába és a tanáruk sok hasznos dolgot tanít meg nekik a Földről. A 4 tantárgy, amit szorgalmasan tanulnak az a környezetszennyezés ártalmai, a klímaváltozás, a veszélyeztetett fajok és a bolygó védelme. A sorozat szórakoztató és tanulságos a legkisebb nézők számára.

## Szereplők
- Ed
- Fred
- Ned
- Nelly
- Ted